# Aspalathus sulphurea
Aspalathus sulphurea är en ärtväxtart som beskrevs av Rolf Martin Theodor Dahlgren. Aspalathus sulphurea ingår i släktet Aspalathus och familjen ärtväxter. Inga underarter finns listade i Catalogue of Life.